# Perizoma cretinotata
Perizoma cretinotata är en fjärilsart som beskrevs av Max Joseph Bastelberger 1907. Perizoma cretinotata ingår i släktet Perizoma och familjen mätare. Inga underarter finns listade i Catalogue of Life.